# Собола, Марек
Марек Собола (род. 1981) — художник-геральдист и ландшафтный архитектор.

## Дерево мира

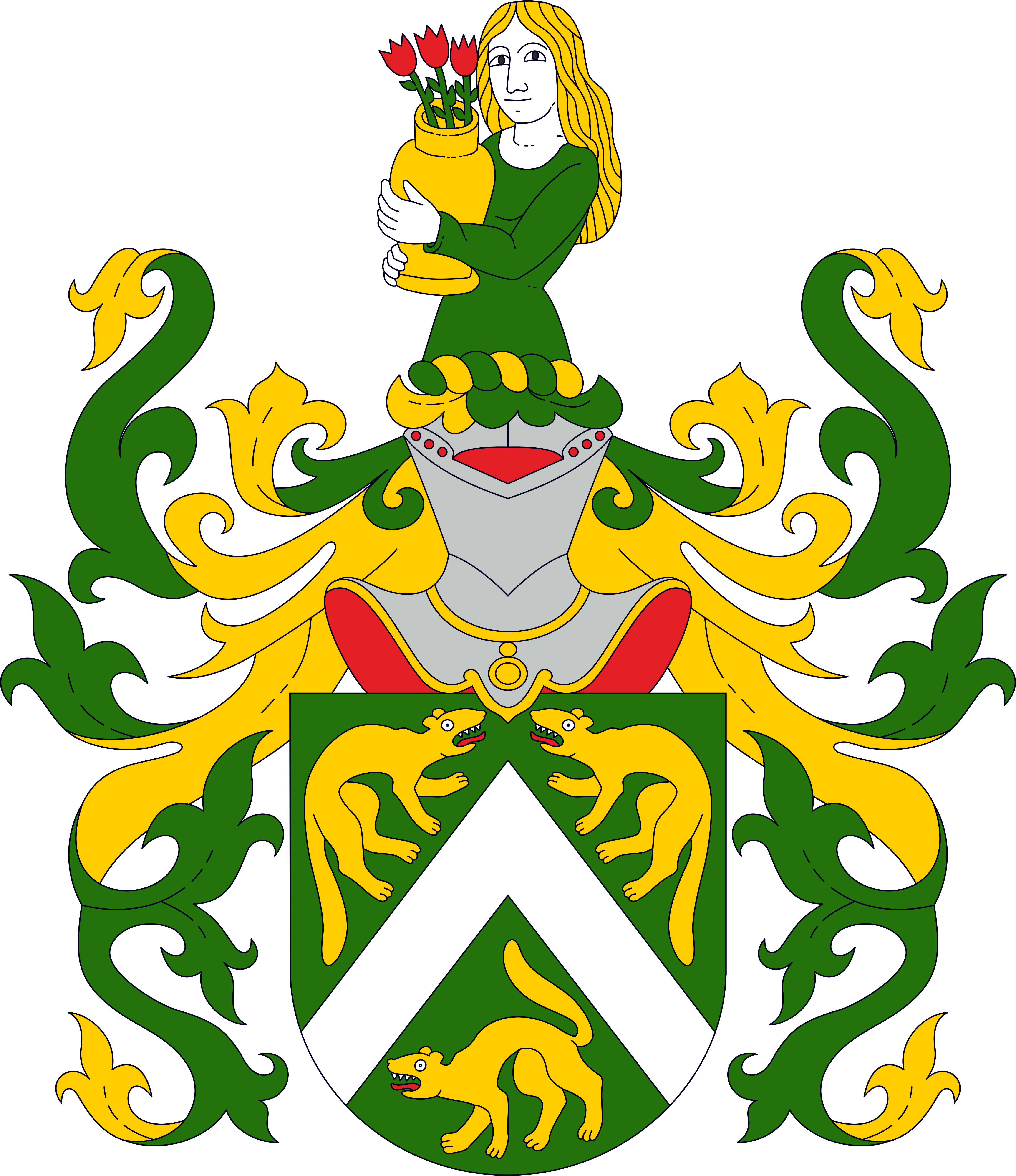
Герб Марека Соболя (первое упоминание в 2014)

Архитектор Собола инициировал международный проект «Дерево мира» в память о пропавших без вести героях войны. Саженец дуба 26 октября посадили в музее-заповеднике «Царское Село» перед входом в Ратную палату, где располагается единственный в России музей Первой мировой войны, как часть международной акции «Дерево мира». Дубы уже высадили на императорской вилле в городе Бад-Ишль (Австрия), на военном кладбище в словацкой деревне Велькроп (там похоронены 8 862 участника австро-венгерских соединений и российской армии) и в деревне Лалинок (Словакия).

## Награды

### Романовы
- Императорская медаль «В память 100-летия Великой войны 1914-1918 гг»[7]

### Династический орден Альбрехта Медведя
- Медаль за заслуги (нем. Verdienst- und Ehrenmedaille des Askanischen Hausordens Albrecht der Bär)[8]